# スモルト

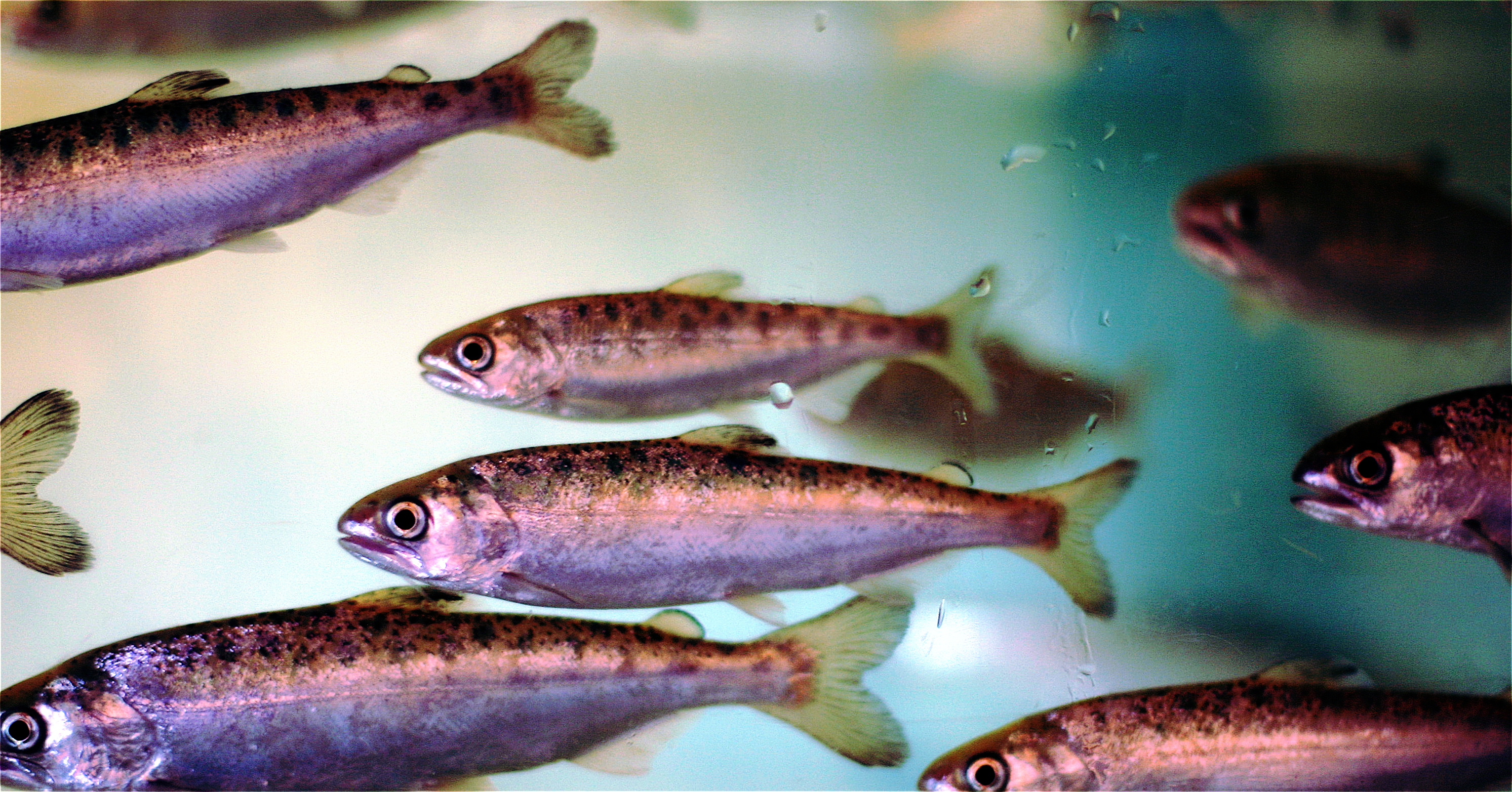
ギンザケのスモルト

スモルト（英語: Smolt）とは、サケ・マス類でパーマークなど特有の体色が薄くなると共に銀色になった個体のことで、「銀毛」（ぎんけ）「シラメ」とも呼ばれる。また、海水への適応が完了した稚魚のこと。ヒポキサンチンやグアニンなどの色素量の増加が外観上の変化を起こす。ヤマメでは「肥満度の低下」「背ビレや尾ビレの先端の黒化」などの形態的変化を併せて発現する。
その現象を「銀化変態」、「スモルト化」（英語: Smoltification）、「スモルト変態」(parr-smolt transformation)と呼び、海水耐性（適応力）が発現していることを示す変化である。
海水耐性（適応）を獲得した魚では、鰓のATPアーゼ活性が高まり「血中ナトリウム濃度の調整」が出来るようになる。つまり、海水中で浸透圧調節が可能となることから、直接海水へ投入された場合でも高率で生存する。降海の目的は、河川と比較し圧倒的に豊富な海洋の餌を得る事にあるとされている。海洋生活では豊富な餌と、スモルト化に合わせて分泌される成長ホルモンの効果もあり、河川残留型の2-4倍の体長へと成長する。

## 発現

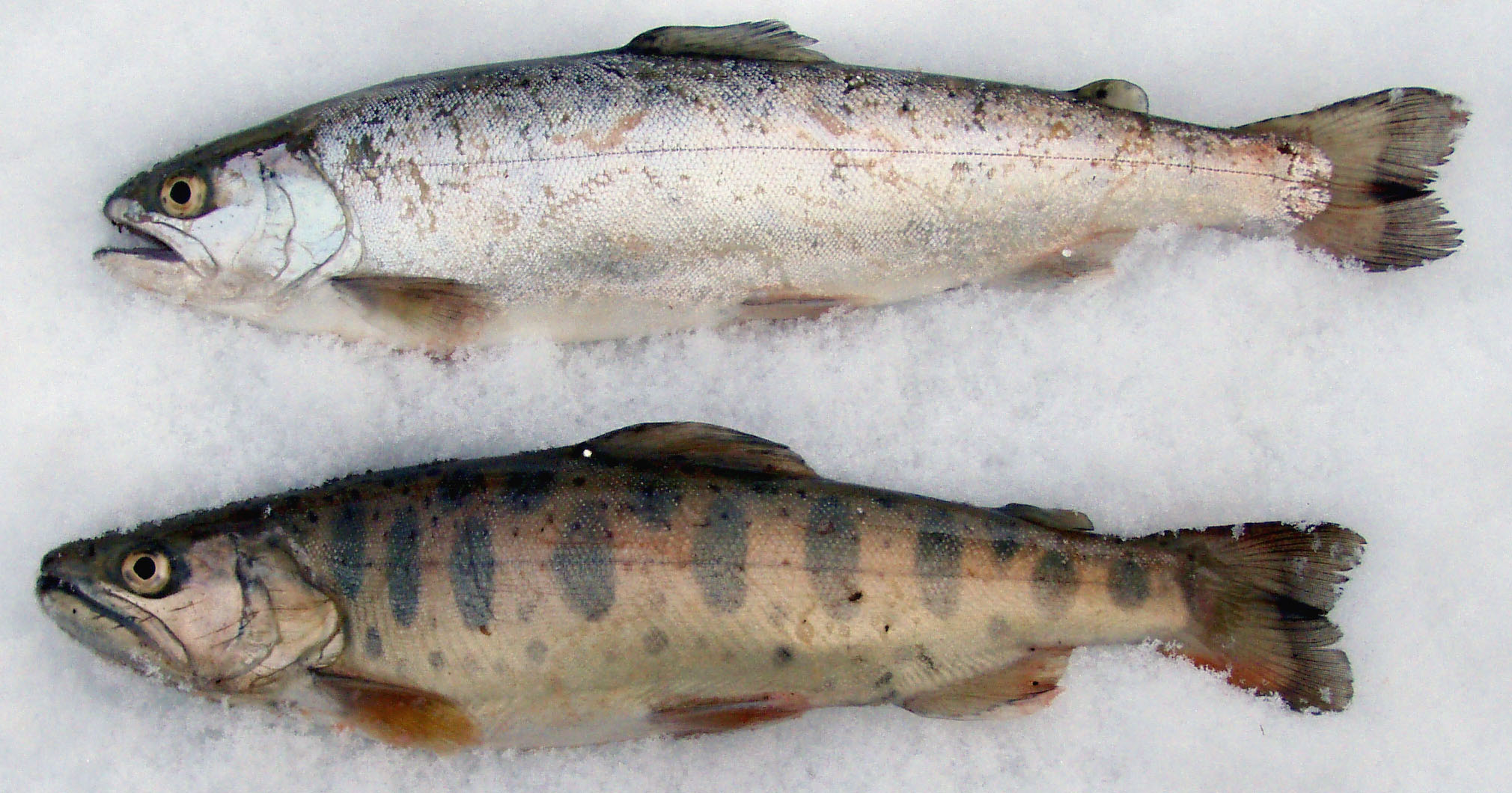
ヤマメの体色変化、上がスモルト化個体

甲状腺ホルモンや成長ホルモン、コルチゾルなど数種類のホルモンが関与している。自然界で発現を左右させる要素は、環境の青色や生息密度と餌の量が強く関係しているとされ、魚種毎に一定の体長（重量）に達した個体がスモルト化していると考えられている。スモルト化する時期は同一魚種でも地域差がある。また、ヤマメ、アマゴでは性別により有意な差があり、北海道ではメスのほぼ全てがスモルト化する。また養殖でスモルトを増やすために青色の水槽で飼育すると発現率が高まる。
北海道に生息するヤマメの例では、2月頃に銀化兆候が現れ「銀化パー」と呼ばれる状態になる。4月頃には背ビレ先端部の黒化が認められるようになると共に、グアニン色素量が増しパーマークは薄れ「前期スモルト」となる。5月には更に銀色が強く背ビレの黒化が進み「中期スモルト」となる。6月には体色は銀白色となりパーマークは消失する、また背ビレは完全に黒くなり「後期スモルト」となりスモルト化は完了する。銀化が完了すると体の厚みが薄くなり肥満度が減少する。血中のチロキシン濃度は銀化の始まりと共に上昇し、銀化の最盛期に最大値となるが8月以降は減少していく。降川は群れで行われるが、スモルト化の進行と共に攻撃性は弱くなる。
実際の降川（降海）のきっかけは、降雨による増水の刺激や天体の月の満ち引きが影響し、新月によって誘発され、群れで川を下り海に向かう。浮上後すぐに降海を始めるシロザケでも、淡水から直接海水に入った場合は生存率が低下する、従って、汽水域で一定時間順応し海水生活に移るものと考えられる。実際に稚魚の観察結果からは、約12時間で海水対応能力を身につけている事が判明している。
類似現象
「無斑」と呼ばれる模様の欠如した個体が発生する現象がある。これは突然変異により外見の変化を起こしている物で、メラニン色素の欠如したアルビノと似た現象である。ニジマスに於いては、無斑個体を選抜養殖し固定系統のホウライマスとして商品化されている。

### スモルト化決定の主要因
性差と遺伝的な影響を排除する為、遺伝異変を持たないアマゴのメスを使用した実験を行った桑田(2017)は下記の様に報告している。
1. 成長率とは関係無く、初秋のスモルト決定期に閾値体重を超えた個体がスモルト化する。
2. 決定期以後に、閾値体重を超えてもスモルト化しない。
3. 決定期に閾値体重を超えていた場合は、決定期以後の成長を抑制しても大部分がスモルト化する。
4. 決定期に閾値体重を超えなかった場合は、早く成長させてもスモルト化しない。

結果、主要因は体サイズであるとしている。

### 養殖において
養殖の目的により銀化に対する捉え方は異なる。
資源増殖の為の養殖
海洋生活をさせ、より成長した個体を捕獲することが目的であるため、回帰率を高めるために銀化した個体を放流する。特に、自然降海型が生息しないベニザケでは、スモルト化時期を人為的に制御し発現させ放流を行っている。
食用養殖
銀化した個体は体が薄く体脂肪量が落ち食味が悪化することから食用魚としては敬遠され流通せず、多くは遊漁用に放流されるか次世代のための親魚として利用される。

## 種による差違
- ビワマス：琵琶湖固有種で陸封期間が10万年程度とされる種。海水耐性は失われ、スモルト化した個体でも海水中では生存できない。
- サケやカラフトマスでは、孵化・浮上後直ちに降海し、海洋生活を行うとされている。
- ベニザケ：1-3年、河口付近の湖沼で滞留後に降海する。天然の個体は0歳魚の8月と1歳魚の5-6月にスモルト化する。12cm程度で人工的にスモルトを発現させる事が可能となっており、母川回帰した個体の捕獲を目的とした放流に役立っている[13]。